# Juana
Juana [ˈxwana] ist ein spanischer weiblicher Vorname.

## Herkunft und Bedeutung
Juana ist die weibliche Form des männlichen Vornamens Juan bzw. die spanische Variante des weiblichen Vornamens Johanna und bedeutet „JHWH/der HERR ist gnädig“. Das Diminutiv, die Koseform lautet Juanita.

## Namensträgerinnen

### Herrscherinnen
- Juana de Austria (1535–1573), Statthalterin von Spanien
- Juana Enríquez (1425–1468), kastilische Adlige und Königin von Aragon
- Juana de Castilla, Juana la Loca (1479–1555), spanische Herrscherin

### Vornamen
Juana
- Juana Rosario Arrendel (* 1978), dominikanische Hochspringerin
- Juana Azurduy de Padilla (um 1780–1862), lateinamerikanische Guerilla-Führerin
- Juana Judith Bustos (* 1945), peruanische Sängerin, Schauspielerin, Kosmetikerin und Friseurin
- Juana Caballero, Heteronym des uruguayischen Schriftstellers Hugo Achugar (* 1944)
- Juana Inés de la Cruz (1648–1695), mexikanische Nonne und Dichterin
- Juana Alarco de Dammert (1842–1932), peruanische Erzieherin und Philanthropin
- Juana Galán (1787–1812), spanische Guerillakämpferin im spanischen Unabhängigkeitskrieg
- Juana Manuela Gorriti (1816–1892), argentinische Schriftstellerin und Journalistin
- Juana de Ibarbourou (1895–1979), uruguayische Dichterin (Juana de América)
- Juana-Maria von Jascheroff (* 1961), deutsche Schauspielerin
- Juana la Macarrona (1870–1947), spanische Flamenco-Tänzerin
- Juana Manso de Noronha (1819–1875), argentinische Schriftstellerin, Feministin, Komponistin, Pädagogin und Journalistin
- Juana Maria (–1853), letzte Nicoleño-Indianerin
- Juana María de la Concepción Méndez Guzmán (1898–1979), venezolanische Schauspielerin und Schriftstellerin
- Juana Molina (* 1961), argentinische Singer-Songwriterin
- Juana Azurduy de Padilla (* 1780 oder 1781; † 1862), lateinamerikanische Guerilla-Führerin im Kampf gegen die Spanier
- Juana Rosa Pita (* 1939), kubanische Lyrikerin, Essayistin und Übersetzerin
- Juana Reina (1925–1999), spanische Schauspielerin und Sängerin
- Juana Marta Rodas (1925–2013), paraguayische Keramikkünstlerin
- Juana Romani (1869–1923), italienische Malerin
- Juana María de los Dolores de León Smith (1798–1872), spanisch-britische Gouverneursgemahlin
- Juana Fernández Solar (1900–1920), chilenische Nonne

Juanita
- Juanita Abernathy (1931–2019), US-amerikanische Bürgerrechtsaktivistin, Hochschullehrerin und Geschäftsfrau
- Juanita Carberry (1925–2013), kenianische Schriftstellerin
- Juanita Castro (1933–2023), kubanoamerikanische Autorin
- Juanita Coulson (* 1933). US-amerikanische Science-Fiction-, Fantasy- und Horror-Autorin
- Juanita M. Kreps (1921–2010), US-amerikanische Wirtschaftswissenschaftlerin und Politikerin
- Juanita Larrauri (1910–1990), argentinische Tangosängerin und Politikerin
- Juanita Millender-McDonald (1938–2007), US-amerikanische Politikerin (Demokratische Partei)
- Juanita Moore (1914–2014), US-amerikanische Schauspielerin
- Juanita Musson (1923–2011), US-amerikanische Gastrnomin und Mäzenin
- Juanita du Plessis (* 1972), in Südafrika lebende namibische Musikerin und Musikproduzentin
- Juanita Kidd Stout (1919–1998), US-amerikanische Juristin, erste afro-amerikanische Richterinin den Vereinigten Staaten

## Sonstiges
- Santa Juana, Ort in Chile
- Juana Mendez, dominikanischer Name von Ouanaminthe
- Juana (Drama), Drama von Georg Kaiser
- Eduardo de Juana (* 1951), spanischer Ornithologe
- Iñaki de Juana Chaos (* 1955), spanischer ETA-Terrorist
- Name einer an der Universität Hohenheim entwickelten Chiasorte
- ehemaliger Name der Insel Kuba